# 格拉德斯科市镇

格拉德斯科市镇在北马其顿的位置

格拉德斯科市镇是北馬其頓的一個市镇，行政中心为格拉德斯科村，属于瓦尔达尔统计区，總面積236.19平方公里，2019年人口为3,464人。
該市镇北臨韋萊斯市鎮和洛佐沃市鎮，東接什蒂普市镇，西面是查什卡市镇，南鄰羅索曼市鎮。

## 外部連結
- 官方网站